# Vogelsberger rund

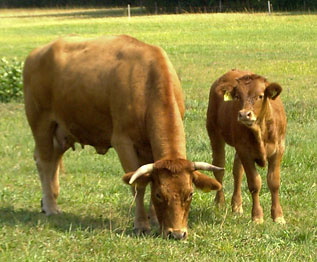

Een Vogelsberger rund (Duits: Vogelsberger Rind) is een rund van gemiddelde grootte dat zijn oorsprong vindt in Vogelsberg, en incidenteel ook voorkomt in andere gebieden van Hessen in Duitsland.

## Kenmerken
De dieren van dit runderras zijn roodbruin met een lichte neusspiegel. Het uiteinde van de staart is wit met een ring van roodbruin haar. De hoorns zijn licht van kleur met donkere spitsen. De schofthoogte van een stier bedraagt 140 cm, van een koe 125 tot 135 cm. Het gewicht van een stier bedraagt 800 tot 900 kg, van een koe 500 tot 550 kg. Het Vogelsberger rund is niet agressief en heeft een lange levensduur. De jaarproductie melk bedraagt ongeveer 4000 kg.

## Bescherming van het ras
Het Vogelsberger rund stamt af van een rood, oud Duits landras. In 1885 werd er een stamboek van het Vogelsberger rund opgericht. Al in de 19de eeuw werd het Vogelsberger rund deels verdrongen door het Fleckvieh en er ook mee gekruist. Na de Tweede Wereldoorlog was er dan weer inkruising met Anglers. Daardoor waren nog maar weinig dieren met overwegend het Vogelsberger bloed aanwezig. In 1984 werd het Vogelsberger rund daarom samengevoegd met andere roodbruine rassen van het Duitse middengebergte in de stamboom van het Rotes Höhenvieh.